# Ronald George Wreyford Norrish
Ronald George Wreyford Norrish (Cambridge, 9 november 1897 – aldaar, 7 juni 1978) was een Brits scheikundige. Hem werd in 1967 de Nobelprijs voor de Scheikunde toegekend voor zijn aandeel in het onderzoek naar zeer snelle reacties die worden veroorzaakt door zeer korte energiepulsen.

## Biografie
Hij is geboren in Cambridge als zoon van Herbert en Amy Norrish. Na de Perse Grammar School ging hij in 1915 naar het Emmanuel College van de Universiteit van Cambridge, maar verliet school een jaar later en trad toe tot het Royal Field Artillery om te vechten in Frankrijk. In 1918 werd hij krijgsgevangen gemaakt en verbleef de rest van de oorlog in Duitsland, eerst nabij Rastatt en later te Graudenz in Polen. Na zijn repatriëring in 1919 keerde hij terug naar het Emmanuel College waar hij de rest van zijn lever aanbleef, eerst als student en na 1925 als Fellow. Norrish vroege onderzoek was geïnspireerd door Eric Redeal onder wiens levendige supervisie hij de studie van fotochemie oppakte.
In 1925 werd hij benoemd tot Demonstrator en in 1930 als Humphrey Owen James Lecturer in de fysische chemie aan de faculteit scheikunde te Cambridge en, na het overlijden van Thomas Lowry, hoogleraar fysische chemie in 1937. Hij bezette de leerstoel tot 1965 toen hij met emeritaat ging. Norrish was gehuwd met Annie Smith, die lecturer was aan de Universiteit van Wales in Cardiff. Ze hadden twee dochters.
Zijn onderzoekingen lagen op het gebied van de reactietechniek, fotochemie en spectroscopie. Samenwerkend met George Porter ontwikkelde hij van 1945 de flitsfotolyse en de kinetische spectroscopie. In 1967 ontvingen hij en Porter de helft van Nobelprijs voor de Scheikunde voor hun onderzoek naar zeer snelle chemische reacties. De andere helft van de Nobelprijs ging naar Manfred Eigen. Een van zijn bijdragen is de ontwikkeling van de Norrish-reactie.

## Erkenning
Norrish diende in de raden van Chemical Society, de Faraday Society waarvan hij van 1951 tot 1955 voorzitter was, en de Royal Instituut of Chemistry was van 1957 tot 1959. Hij ontving verscheidene eerbewijzen, waaronder de Meldola-medaille (1926), de Davy-medaille (1958), de Lewis-medaille (1964), de Faraday-medaille (1965) en de Longstaff-medaille.

1901: Van 't Hoff ·
1902: E. Fischer ·
1903: Arrhenius ·
1904: Ramsay ·
1905: Baeyer ·
1906: Moissan ·
1907: Buchner ·
1908: Rutherford ·
1909: Ostwald ·
1910: Wallach ·
1911: Curie ·
1912: Grignard, Sabatier ·
1913: Werner ·
1914: Richards ·
1915: Willstätter ·
1918: Haber ·
1920: Nernst ·
1921: Soddy ·
1922: Aston ·
1923: Pregl ·
1925: Zsigmondy ·
1926: Svedberg ·
1927: Wieland ·
1928: Windaus ·
1929: Harden, Euler-Chelpin ·
1930: H. Fischer · 
1931: Bosch, Bergius ·
1932: Langmuir ·
1934: Urey ·
1935: F. Joliot-Curie, I. Joliot-Curie ·
1936: Debye ·
1937: Haworth, Karrer ·
1938: Kuhn ·
1939: Butenandt, Ružička ·
1943: Hevesy · 
1944: Hahn ·
1945: Virtanen ·
1946: Sumner, Northrop, Stanley ·
1947: Robinson · 
1948: Tiselius · 
1949: Giauque ·
1950: Diels, Alder ·
1951: McMillan, Seaborg ·
1952: Martin, Synge ·
1953: Staudinger ·
1954: Pauling ·
1955: Vigneaud ·
1956: Hinshelwood, Semjonov ·
1957: Todd ·
1958: Sanger ·
1959: Heyrovský ·
1960: Libby ·
1961: Calvin ·
1962: Perutz, Kendrew ·
1963: Ziegler, Natta ·
1964: Hodgkin ·
1965: Woodward ·
1966: Mulliken ·
1967: Eigen, Norrish, Porter ·
1968: Onsager ·
1969: Barton, Hassel ·
1970: Leloir ·
1971: Herzberg ·
1972: Anfinsen, Moore, Stein · 
1973: E.O. Fischer, Wilkinson · 
1974: Flory ·
1975: Cornforth, Prelog ·
1976: Lipscomb ·
1977: Prigogine · 
1978: Mitchell ·
1979: Brown, Wittig ·
1980: Berg, Gilbert, Sanger ·
1981: Fukui, Hoffmann ·
1982: Klug ·
1983: Taube ·
1984: Merrifield ·
1985: Hauptman, Karle ·
1986: Herschbach, Lee, Polanyi ·
1987: Cram, Lehn, Pedersen ·
1988: Deisenhofer, Huber, Michel ·
1989: Altman, Cech ·
1990: Corey ·
1991: Ernst ·
1992: Marcus ·
1993: Mullis, Smith ·
1994: Olah ·
1995: Crutzen, Molina, Rowland ·
1996: Curl, Kroto, Smalley ·
1997: Boyer, Walker, Skou ·
1998: Kohn, Pople ·
1999: Zewail ·
2000: Heeger, MacDiarmid, Shirakawa ·
2001: Knowles, Noyori, Sharpless ·
2002: Fenn, Tanaka, Wüthrich ·
2003: Agre, MacKinnon ·
2004: Ciechanover, Hershko, Rose ·
2005: Grubbs, Schrock, Chauvin ·
2006: Kornberg ·
2007: Ertl ·
2008: Shimomura, Chalfie, Tsien ·
2009: Steitz, Yonath, Ramakrishnan ·
2010: Heck, Negishi, Suzuki ·
2011: Shechtman ·
2012: Kobilka, Lefkowitz ·
2013: Karplus, Levitt, Warshel ·
2014: Betzig, Hell, Moerner ·
2015: Lindahl, Modrich, Sancar ·
2016: Sauvage, Stoddart, Feringa ·
2017: Dubochet, Frank, Henderson · 
2018: Arnold, Winter, Smith ·   
2019: Goodenough, Whittingham, Yoshino ·
2020: Charpentier, Doudna ·
2021: List, MacMillan ·
2022: Bertozzi, Meldal, Sharpless ·
2023: Bawendi, Brus, Jekimov ·
2024: Baker, Hassabis, Jumper